# Camarasaurus
Camarasaurus var en slægt af firbenede planteædende dinosaurer. Det var den mest almindelige store sauropod, der levede i Nordamerika. Der er blevet fundet fossiler at camasaurusser i Morrison Formation i Colorado og Utah, der stammer fra fra den sene juraepoke (Kimmeridgiansk til Tithoniansk stadier) for mellem 155 og 145 millioner år siden.
Camarasaurus havde en særegen kranieprofil med en flad snude og et buet kranie, der var overraskende firkantet. De færdedes i flokke elle i det mindste i familiegrupper.
Navnet betyder "kammer-firben", hvilket referer til de hule kamre i ryghvirvlerne (oldgræsk καμαρα/kamara der betyder "hvælvet kammer" eller enhver ting med et buet overdække, og σαυρος/sauros der betyder "firben").

## Beskrivelse
Camarasaurus er blandt de mest almindelig og ofte velpræserverede sauropod-dinosaurusser. Den maksimale størrelsen på en den mest almindelige art, C. lentus, var på cirka 15 meter i længde. Den største art, C. supremus, nåede en længde på 23 meter, og havde en maksimal estimeret vægt på 45 tons.
Camarasaurus buede kranium var bemærkelsesværdigt firkantet og den stumpe snude af fenestrae, selvom det var robust og det ofte bliver fundet i god stand af palæontologer. De 19 centimeter lange tænder var formet som en mejsel og jævnt fordelt langs kæben. Tændernes styrke indikerer at Camarasaurus formentlig spiste grovere plantemateriale end de mere slanktandede diplodocider.[kilde mangler]
Hvert forben havde fem tær, hvor den inderste tå havde en lang skarp klo. Som de fleste sauropoder, var forbenene kortere end bagbenene, men den højeste placering af skulderne betød at der en lille hældning i ryggen.
For at reducerer vægten, som det ses hos andre sauropoder, var mange af ryghvirvlerne udhulet, eller pneumatisk, det betyder at ryghvirvlerne var gennemhullet med passager og hulrum der gav plads til et indviklet system af luftposer forbundet til lungerne. Denne funktion var dårligt forstået da Camarasaurus blev opdaget, men dets struktur var en inspiration fra skabningens navn, der betyder kammerfyldt øgle. Nakken og halen, der fungerede som modvægt, var kortere end den normalt for en sauropod af denne størrelse. Camarasaurus, som med visse andre sauropoder, havde en forstørret rygsøjle nær hofterne. Palæontologer troede oprindeligt at dette var en ekstra hjerne, måske nødvendigt for at så stor en skabning kunne koordinerer. Faktisk, selvom det ville have været et område med et intensivt nervesystem, formentligt refleks eller automatisk aktivitet, var det dog ikke en hjerne, og sådanne forstørrelsen findes ofte i nogen grad hos hvirvledyr.[kilde mangler]
Camarasaurus lewisi og C. grandis havde begge en mere robus radii end sauropoden Venenosaurus.
Et eksemplar af Camarasaurus kaldet SMA 0002 (der også er blevet tildelt Cathetosaurus) fra Wyomings Howe-Stephes Quarry, refereret til som "E.T.", giver beviser for blødt væv. Langs kæbelinjen er der fundet ossificieret rester af hvad der ligner dyrets gummer, hvilket indikerer at Camarasaurus havde dybtforankret tænder, dækket af gummer, med kun toppen af kronerne ragende frem. Tænderne blev ved døde skubbet mere frem fra deres fatning, i takt med at tørrede og trak sig tilbage, og strammet gennem forrådnelse. Undersøgelser af eksemplaret indikerede også at tænderne var dækket af kraftige ydre skæl og muligvis af et næb af en art, selvom dette ikke vides med sikkerhed.

## Opdagelse
Den første vidnesbyrd om en Camarasaurus stammer fra 1877, hvor nogle få spredte ryghvirvler blev fundet i Colorado af Oramel W. Lucas. Han forfulgte sin langvarige og bitre konkurrence (kendt som knoglekrigen) med Othniel Charles Marsh, palæontologen Edward Drinker Cope betalte for knoglerne og han handlede hurtigt og navngav dem samme å. Marsh navngav senere sine fund af sauropoden Morosaurus grandis, men de fleste palæontologer betragter i dag disse som værende en del af Camarasaurus-arten-. Navnekonflikter af denne type var almindelige mellem to rivaliserende dinosaur-jæger, hvoraf den mest berømte var Brontosaurus og Apatosaurus.
Det var ikke før 1925 a det blev fundet et komplet skelet af en Camarasaurus, hvilket blev gjort af Charles W. Gilmore. Det var en ung Camarasaurus og mange illustrationer fra denne periode vise derfor dinosaureren som værende langt mindre, end det senere er vist sig, at den har været.

## Klassificering
Den videnskabelige klassificering af Camarasaurus ved brug af Linnés seksualsystem kan ses i infoboksen øverst til højre på siden. Palæontologer benytter dog ofte en supplerende metode til taksonomiske klassificering af dinosaurer kaldet kladistik, som er inspireret af fylogenetisk systematik.
Et simplificeret kladiogram af Macronaria efter D'Emic (2012) ses nedenfor:
|                | Brachiosaurider                                                                              |
|                |                                                                                              |
| Somphospondyli | \| \| Euhelopodider \| \| \| \| \| \| Chubutisaurus \| \| \| \| \| \| Titanosaur \| \| \| \| |
|                | \| \| Euhelopodider \| \| \| \| \| \| Chubutisaurus \| \| \| \| \| \| Titanosaur \| \| \| \| |
|                | Euhelopodider                                                                                |
|                |                                                                                              |
|                | Chubutisaurus                                                                                |
|                |                                                                                              |
|                | Titanosaur                                                                                   |
|                |                                                                                              |

|  | Euhelopodider |
|  |               |
|  | Chubutisaurus |
|  |               |
|  | Titanosaur    |
|  |               |

|                | Brachiosaurider                                                                              |
|                |                                                                                              |
| Somphospondyli | \| \| Euhelopodider \| \| \| \| \| \| Chubutisaurus \| \| \| \| \| \| Titanosaur \| \| \| \| |
|                | \| \| Euhelopodider \| \| \| \| \| \| Chubutisaurus \| \| \| \| \| \| Titanosaur \| \| \| \| |
|                | Euhelopodider                                                                                |
|                |                                                                                              |
|                | Chubutisaurus                                                                                |
|                |                                                                                              |
|                | Titanosaur                                                                                   |
|                |                                                                                              |

|  | Euhelopodider |
|  |               |
|  | Chubutisaurus |
|  |               |
|  | Titanosaur    |
|  |               |

|                | Brachiosaurider                                                                              |
|                |                                                                                              |
| Somphospondyli | \| \| Euhelopodider \| \| \| \| \| \| Chubutisaurus \| \| \| \| \| \| Titanosaur \| \| \| \| |
|                | \| \| Euhelopodider \| \| \| \| \| \| Chubutisaurus \| \| \| \| \| \| Titanosaur \| \| \| \| |
|                | Euhelopodider                                                                                |
|                |                                                                                              |
|                | Chubutisaurus                                                                                |
|                |                                                                                              |
|                | Titanosaur                                                                                   |
|                |                                                                                              |

|  | Euhelopodider |
|  |               |
|  | Chubutisaurus |
|  |               |
|  | Titanosaur    |
|  |               |

|                | Brachiosaurider                                                                              |
|                |                                                                                              |
| Somphospondyli | \| \| Euhelopodider \| \| \| \| \| \| Chubutisaurus \| \| \| \| \| \| Titanosaur \| \| \| \| |
|                | \| \| Euhelopodider \| \| \| \| \| \| Chubutisaurus \| \| \| \| \| \| Titanosaur \| \| \| \| |
|                | Euhelopodider                                                                                |
|                |                                                                                              |
|                | Chubutisaurus                                                                                |
|                |                                                                                              |
|                | Titanosaur                                                                                   |
|                |                                                                                              |

|  | Euhelopodider |
|  |               |
|  | Chubutisaurus |
|  |               |
|  | Titanosaur    |
|  |               |

Camarasaurus betragtes som værende en basal macronaria, der er tættere beslægtet til den fælles forfader end de øvrige underarter som bl.a. Brachiosaurus.

## Palæobiologi

### Flokke
Der findes et fossil af to unge voksne individer og en 12,2 m lang unge, der døde sammen i slutningen af juratiden for omkring 150 millioner år siden i det nordøstlige Wyoming, USA, som blev udgravet af Division of Vertebrate Paleontology fra University of Kansas Natural History Museum og Biodiversity Center i 1997 og 1998. Det antages at deres kroppe blev skyllet væk af en flod til deres endelige hvilested i mudderet. Scenariet tyder på at Camarasaurus rejste i hjorde eller i det mindste i familier. Ved andre steder med fossiler af camarasaur er der blevet fundet æg i rækker frem for mindre arrangerede reder, som andre dinosaurer, hvilket indikerer at Camarasaurus, ligesom andre sauropoder, ikke tog sig af deres unger.

### Føde
Tidligere har videnskabsfolk fremsat teorier om at Camarasaurus og andre  sauropoder har slugt gastrolitter (sten) for at hjælpe med at bearbejde føden i maven. Nyere analyser viser dog, at disse sten sandsynligvis ikke har været brugt. Camarasaurussen stærke, robuste tænder var bedre udviklet end andre sauropoder, og de blev erstattet gennemsnitligt hver 62. dag ifølge M. D'Emic et al., hvilket indikerer at Camarasaurus har tygget maden i munden inden den blev slugt. Andre fund indikerer at Camarasaurus foretrak anden vegetation end andre sauropoder, hvilket gjorde det muligt for dem at dele habitat uden at konkurrere om føden.

### Vækst
Histologi har gjort det muligt for forskerne at estimere, hvilken alder et specifikt individ har nået. Et studie af Griebeler et al. (2013) undersøgte histologisk data og konkluderede at Camarasaurus sp.  CM 36664 vejede omkring 14247 kg og nåede voksenstadiet i en alder af 20 år, og at den døde i en alder af 26 år.

### Metabolisme
Eagle et al. udførte klumpet isotoptermometri på emalje der dækkede diverse tænder i på forskellige sauropoder fra juratiden, inklusive Camarasaurus. Der blev opnået temperaturer på 32,4 – 36,9 °C, hvilket minder om den metabolisme som moderne pattedyr har.